# 투나이 토룬
투나이 토룬(튀르키예어: Tunay Torun, 1990년 4월 21일, 함부르크 ~ )는 독일 태생의 튀르키예 축구 선수로, 현재 쉬페르리그의 카슴파샤 SK에서 공격수로 활약하고 있다.

## 클럽 경력
그가 16세가 되었을때, 그는 FC 장크트파울리 유소년팀에서 함부르거 SV 유소년 팀으로 이적하였다. 2007년 11월, 토룬은 프로 계약을 체결하였지만 유소년팀에 남았다.
2008년 8월 23일, 그는 카를스루에 SC를 상대로 분데스리가 데뷔전을 치루었고, 이 경기에서 결승골을 어시스트 하였다. 그의 첫골은 2009년 11월 28일, 1. FSV 마인츠 05 원정에서 기록하였다. 함부르거 SV에서의 3시즌 후, 그는 헤르타 BSC으로 2011년 여름에 이적하였다.

## 국가대표 경력
그는 튀르키예 시민권과 독일 시민권을 모두 가지고 있으며, 그는 독일 축구 국가대표팀의 제의에도 불구하고 튀르키예 축구 국가대표팀을 선택하였다. 그는 2009년 8월에 튀르키예의 U-17 대표팀에서 U-21 대표팀으로 승격되었다. 토룬은 2011년 2월 9일, 대한민국과의 친선전에서 성인대표팀 데뷔전을 치루었다.